# Pierluigi Martini
Pour les articles homonymes, voir Martini.
Pierluigi Martini est un ancien pilote automobile italien né le 23 avril 1961 à Lugo (Italie). Il a notamment disputé 119 Grand Prix de Formule 1 entre 1984 et 1995, et remporté les 24 Heures du Mans 1999. Il a détenu, de 1995 à 2014, le record du plus grand nombre de courses disputées en Formule 1 sans monter sur le podium avant qu'Adrian Sutil puis Nico Hülkenberg le détrônent. 

## Biographie

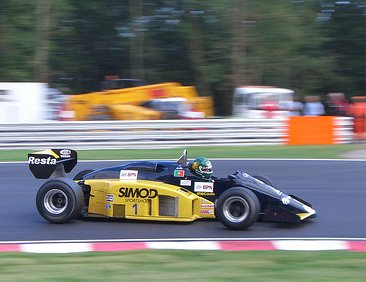
Pierluigi Martini fait débuter la Minardi M185 en 1985

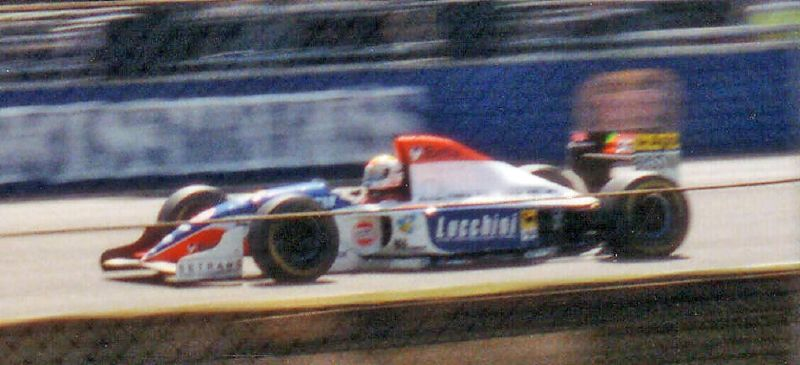
Pierluigi Martini sur la Minardi M194 au GP de Grande-Bretagne 1994

Champion d'Italie de Formule 3 en 1983, Pierluigi Martini connaît sa première expérience en Formule 1 à l'occasion du Grand Prix d'Italie 1984, où il est appelé par l'écurie britannique Toleman pour remplacer le Brésilien Ayrton Senna, provisoirement mis à pied à la suite d'une brouille contractuelle. Ce premier contact avec la F1 se solde par une non-qualification.
En 1985, il participe aux débuts de l'écurie Minardi en Formule 1 mais, à partir de 1986, part en Formule 3000, où il reste trois saisons. Martini effectue son retour à la F1 en 1988, toujours chez Minardi. Il y reste jusqu'en 1991, devenant le pilote emblématique de la petite structure italienne. C'est ainsi Martini qui offre à Minardi ses premiers points (GP des États-Unis 1988), son unique tour en tête de course (GP du Portugal 1989), son plus bel exploit en qualification (première ligne du GP des États-Unis 1990) et ses meilleurs résultats (deux 4e place aux GP de Saint-Marin et du Portugal en 1991). Mais malgré ses quelques coups d'éclat en piste, Martini ne parvient pas à intégrer une équipe de haut niveau. Le niveau moyen des écuries pour lesquelles il a piloté ne lui permettent que trop rarement de quitter les milieux et fins de grille. Dans ces queues de peloton, il se fera d'ailleurs régulièrement remarquer en tant que pilote retardataire, mettant très peu de bonne volonté à se laisser dépasser par la tête de course.
À l'issue de la saison 1991 (sa meilleure en F1, grâce notamment à la présence du moteur Ferrari), il quitte Minardi pour rejoindre la Scuderia Italia, qui engage des Dallara à moteur Ferrari, mais sans plus de réussite. En 1993, la Scuderia Italia et la Scuderia Minardi fusionnent, et Martini retrouve ainsi l'équipe de ses débuts. Il y reste jusqu'à l'été 1995, moment où, faute de budget et d'offres intéressantes, il doit quitter la Formule 1. 
Pierluigi Martini s'est ensuite brièvement reconverti dans l'Endurance, avec comme point d'orgue, sa victoire aux 24 Heures du Mans 1999 sur un prototype BMW, en équipage avec Yannick Dalmas et Joachim Winkelhock. 
Martini participe depuis 2006 au championnat Grand Prix Masters qui réunit d'anciennes gloires de la Formule 1.

## Palmarès
- Champion d'Italie de Formule 3 en 1983
- Vainqueur des 24 Heures du Mans 1999

## Résultats en championnat du monde de Formule 1

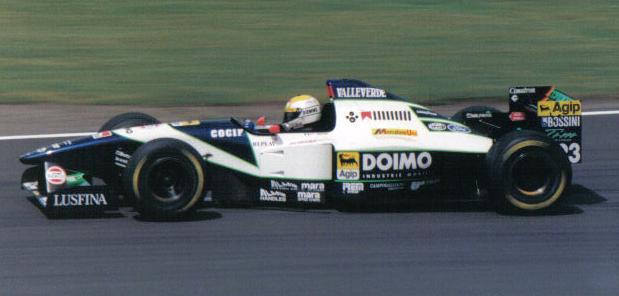
Pierluigi Martini sur la M195 au GP de Grande-Bretagne 1995

| Saison | Écurie                   | Châssis     | Moteur                              | Pneus    | GP disputés | Points inscrits | Classement |
| ------ | ------------------------ | ----------- | ----------------------------------- | -------- | ----------- | --------------- | ---------- |
| 1984   | Toleman Group Motorsport | TG184       | Hart 4 en ligne turbo               | Michelin | 1 (nq)      | 0               | Nc.        |
| 1985   | Minardi F1 Team          | M185        | Cosworth V8 Motori Moderni V6 turbo | Pirelli  | 15          | 0               | Nc.        |
| 1988   | Lois Minardi Team        | M188        | Cosworth V8                         | Goodyear | 9           | 1               | 16e        |
| 1989   | Minardi F1 Team          | M188B M189  | Cosworth V8                         | Pirelli  | 15          | 5               | 14e        |
| 1990   | SCM Minardi Team         | M189 M190   | Cosworth V8                         | Pirelli  | 15          | 0               | Nc.        |
| 1991   | Minardi F1 Team          | M191        | Ferrari V12                         | Goodyear | 16          | 6               | 11e        |
| 1992   | BMS Scuderia Italia      | Dallara 192 | Ferrari V12                         | Goodyear | 16          | 2               | 14e        |
| 1993   | Minardi F1 Team          | M193        | Cosworth V8                         | Goodyear | 8           | 0               | Nc.        |
| 1994   | Minardi Scuderia Italia  | M193B M194  | Cosworth V8                         | Goodyear | 16          | 4               | 18e        |
| 1995   | Minardi Scuderia Italia  | M195        | Cosworth V8                         | Goodyear | 8           | 0               | Nc.        |

## Résultats aux 24 Heures du Mans
| Année | Voiture            | Équipe                   | Équipiers                              | Résultat  |
| ----- | ------------------ | ------------------------ | -------------------------------------- | --------- |
| 1984  | Lancia LC2         | Scuderia Jolly Club (pl) | Beppe Gabbiani / Xavier Lapeyre        | Abandon   |
| 1996  | TWR-Porsche WSC-95 | Joest Racing             | Michele Alboreto / Didier Theys        | Abandon   |
| 1997  | Porsche 911 GT1    | BMS Scuderia Italia      | Antonio Herrmann / Christian Pescatori | 8e        |
| 1998  | BMW V12 LM         | BMW Motorsport           | Johnny Cecotto / Joachim Winkelhock    | Abandon   |
| 1999  | BMW V12 LMR        | BMW Motorsport           | Yannick Dalmas / Joachim Winkelhock    | Vainqueur |